# Watch
Watch är ett musikalbum av Manfred Mann's Earth Band, lanserat 1978 på Bronze Records. Albumet som  var deras åttonde blev en framgång i Europa, särskilt i Tyskland där det låg 69 veckor på albumlistan. I hemlandet Storbritannien fick de en hitsingel med låten "Davy's on the Road Again" som var hämtad från detta album.

## Låtlista
(upphovsman inom parentes)
1. "Circles" (Alan Mark) – 4:50
2. "Drowning on Dry Land/Fish Soup" (Chris Slade, Dave Flett, Manfred Mann) – 6:01
3. "Chicago Institute" (Peter Thomas, Mann, Flett) – 5:47
4. "California" (Sue Vickers) – 5:32
5. "Davy's on the Road Again" (Live) (John Simon, Robbie Robertson) – 5:55
6. "Martha's Madman" (Lane Tietgen) – 4:52
7. "Mighty Quinn" (Live) (Bob Dylan) – 6:29

## Listplaceringar
- UK Albums Chart, Storbritannien: #33[1]
- Nederländerna: #18[2]
- Tyskland: #3[3]
- Österrike: #14[4]
- VG-lista, Norge: #2[5]
- Topplistan, Sverige: #9[6]